# Cosmosoma confinis
Cosmosoma confinis är en fjärilsart som beskrevs av Herrich-Schäffer 1854. Cosmosoma confinis ingår i släktet Cosmosoma och familjen björnspinnare. Inga underarter finns listade i Catalogue of Life.